# کیلکای چشم‌درشت
کیلکای چشم‌درشت (نام علمی: Clupeonella grimmi) نام یک گونه از تیره شگ‌ماهیان است.